# Projekt Gewähr
Als Projekt Gewähr 1985 wird in der Schweiz der von der für die Entsorgung radioaktiver Abfälle zuständigen NAGRA 1985 vorgelegte Entsorgungsnachweis bezeichnet. Er bezog sich für hochradioaktive Abfälle auf ein Endlager im kristallinen Grundgebirge der Nordschweiz. Die Beurteilung durch die Behörden ergab, dass der Sicherheitsnachweis in einem speziellen Teilgebiet des Gebirges erbracht sei, dass aber der Nachweis genügend ausgedehnter, geeigneter Gesteinsbereiche noch fehle. Die NAGRA wurde zugleich ersucht, die Untersuchungen auf Sedimentgesteine auszudehnen.
Im Bundesbeschluss zum schweizerischen Atomgesetz vom 6. Oktober 1978 wurde die Gültigkeit von Betriebsbewilligungen für Kernkraftwerke nach dem Jahr 1985 vom Nachweis der sicheren Entsorgung abhängig gemacht. Im selben Jahr veröffentlichte der Verband der schweizerischen Elektrizitätswerke ein Konzept der nuklearen Entsorgung, das für die verschiedenen Abfallkategorien unterschiedliche Endlager vorsah.